# Yegassi
Yegassi ou Yegue Assi est un village de la région du Centre du Cameroun. Situé à 25 km d'Okola, il est localisé dans l'arrondissement (commune) d'Okola. On y accède par la piste rurale qui lie Nkong à Mintotomo.

## Population et société
En 1965, la population de Yegassi était de 420 habitants. Yegassi comptait 617 habitants lors du dernier recensement de 2005. La population est constituée pour l’essentiel du peuple Eton.